# Bambusa surrecta
Bambusa surrecta là một loài thực vật có hoa trong họ Hòa thảo. Loài này được (Q.H.Dai) Q.H.Dai mô tả khoa học đầu tiên năm 1996.